# 김용준 (축구 선수)
김용준(金湧峻, 1996년 6월 5일~)은 대한민국의 축구 선수로서 포지션은 골키퍼이다. 현재 고양시민축구단 소속이면서 해양의무경찰로 군 복무 중이다.

## 클럽 경력

### 서울 FC 마르티스
2015년 한국방송예술교육진흥원 1학년 재학중에 서울 FC 마르티스 상비군 테스트에서 합격하여 우선선발로 2군 선수로 입단하였다.

### 고양시민축구단
2016년 초 서울 FC 마르티스가 KFA로부터 자격정지 5년 징계를 받으면서 K3리그 2016부터 서울 FC 마르티스가 고양시민축구단와 연합하여 리그에 출전하게 되면서 자연스럽게 고양시민축구단 소속이 되었다.

## 그 외
사극 드라마에서 엑스트라 배우로도 활동하고 있다. 2018년 1월 28일 해양의무경찰 군 복무를 마치고 전역 예정이다.